# Atypophthalmus inusitatellus
Atypophthalmus inusitatellus är en tvåvingeart som först beskrevs av Alexander 1964.  Atypophthalmus inusitatellus ingår i släktet Atypophthalmus och familjen småharkrankar.
Artens utbredningsområde är Madagaskar. Inga underarter finns listade i Catalogue of Life.